# 1944 en Palestine mandataire
Chronologie de la Palestine
- 1940
- 1941
- 1942
- 1943
- 1944
- 1945
- 1946
- 1947
- 1948

Cette page concerne les évènements survenus en 1944 en Palestine mandataire :

## Évènements
- 1944-1948 : 
  - Insurrection juive en Palestine mandataire (en)
  - Internement de l'Irgoun et du Lehi en Afrique (en)
- Plan Un million :  plan logistique pour l'immigration et l'absorption d'un million de Juifs d'Europe, du Moyen-Orient et d'Afrique du Nord en Palestine mandataire.
- 1er février : L'Irgoun proclame la révolte contre le gouvernement obligatoire britannique.
- 27 février : L'Irgoun bombarde les bureaux de l'impôt sur le revenu.
- 1er août : Les élections de la quatrième Assemblée des représentants juifs ont lieu.
- 8 août : Des membres du Lehi tentent d'assassiner le Haut Commissaire, Sir Harold MacMichael.
- 30 août : John Vereker prend ses fonctions de haut-commissaire de Palestine.
- octobre : Opération Atlas, plan d'espionnage de l'Allemagne nazie en Palestine mandataire.
- 19 octobre : Des membres de l'Irgoun et du Lehi sont déportés par les autorités britanniques vers des camps d'internement en Afrique.
- 6 novembre : Walter Guinness, ministre d'État britannique au Moyen-Orient, est assassiné par des membres du Lehi au Caire.
- de novembre à mars 1945 : La saison de chasse (en), tentatives de la Haganah d'empêcher l'insurrection de l'Irgoun.

## Création
- 20 septembre : Seconde Guerre mondiale : Création de la Brigade juive de l'armée britannique.
- novembre : Fondation de la ville de Giv'at Shmuel.

## Sport
- Liga Bet (1943-1944) (en) (football)
- Coupe de la Palestine (1944) (en) (football)
- Saison 1943-1944 de football en Palestine mandataire (en)

## Naissances
- 6 janvier : Yair Rosenblum (en), compositeur israélien (mort en 1996).
- 9 février : Ze'ev Seltzer (en), footballeur et manager israélien.
- 10 février : Assad Assad (en), homme politique, diplomate et militaire druze israélien.
- 16 février : Gaby Mazor (en), archéologue israélien.

## Décès
- 2 août : Berl Katznelson (né en 1887), dirigeant sioniste travailliste et journaliste d'origine russe.
- 7 novembre : Hannah Szenes (née en 1921), poétesse juive d'origine hongroise, qui a servi comme parachutiste dans l'armée britannique pendant la Seconde Guerre mondiale.
- 18 novembre : Enzo Sereni (né en 1905), Juif d'origine italienne, parachutiste dans l'armée britannique pendant la Seconde Guerre mondiale.